# Fermanagh and South Tyrone (circonscription du Parlement britannique)
Fermanagh and South Tyrone est une circonscription électorale britannique située en Irlande du Nord.